# Etmanato cosacco
L'Etmanato, Hetmanato o Atamanato cosacco, o più sinteticamente Etmanato (in ucraino Гетьманщина, Het'manščyna), ufficialmente Corpo dei Cosacchi Zaporoghi (in ucraino Військо Запорозьке, Vijs'kо Zaporoz'kе), fu l'entità statale costituita dai cosacchi dell'Ucraina tra il 1649 e il 1764.

## Storia
L'Etmanato sorse nel 1648 a seguito degli eventi della rivolta di Chmel'nyc'kyj, una massiccia insurrezione dei cosacchi ucraini dell'atamano Bohdan Chmel'nyc'kyj ai danni della Confederazione polacco-lituana, che all'epoca controllava gran parte dell'attuale territorio dell'Ucraina; lo stato divenne poi un vassallo del Regno russo con il trattato di Perejaslav del 1654, anche se gli articoli del trattato furono più volte rinegoziati a ogni cambio di atamano con conseguente ampliamento o restringimento dell'autonomia dell'Etmanato.
Lo Stato era inizialmente esteso sull'attuale Ucraina centrale, sulle due rive del fiume Dnepr, nonché su alcune zone oggi in Russia come la regione di Starodub; il trattato di Andrusovo del 1667 tra Russia e Confederazione polacca portò poi a una divisione dello stato lungo il corso del Dnepr: i territori a est del fiume ("riva sinistra ucraina") rimasero sotto il controllo dell'Etmanato, ma quelli a ovest ("riva destra ucraina") furono incorporati nella Confederazione, scatenando una guerra civile tra i cosacchi ucraini che si protrasse fino alla fine del XVII secolo.
Il controllo russo sull'Etmanato divenne progressivamente sempre più stringente, in particolare dopo la rivolta condotta contro la Russia da parte dell'atamano Ivan Mazeppa nel 1708-1709, nell'ambito degli eventi della grande guerra del Nord; Caterina II di Russia abolì ufficialmente l'Etmanato e la carica di atamano nel 1764, incorporandone i territori nei governatorati di Kiev e della Piccola Russia.